# Syngnathus abaster
Syngnathus abaster is een straalvinnige vissensoort uit de familie van zeenaalden en zeepaardjes (Syngnathidae). De wetenschappelijke naam van de soort is voor het eerst geldig gepubliceerd in 1827 door Risso.
De soort staat op de Rode Lijst van de IUCN als niet bedreigd, beoordelingsjaar 2008.